# Nécropole mérovingienne d'Audun-le-Tiche
La nécropole mérovingienne d'Audun-le-Tiche est une nécropole mérovingienne située sur la commune française d'Audun-le-Tiche dans de département de la Moselle en région Grand Est.

## Localisation

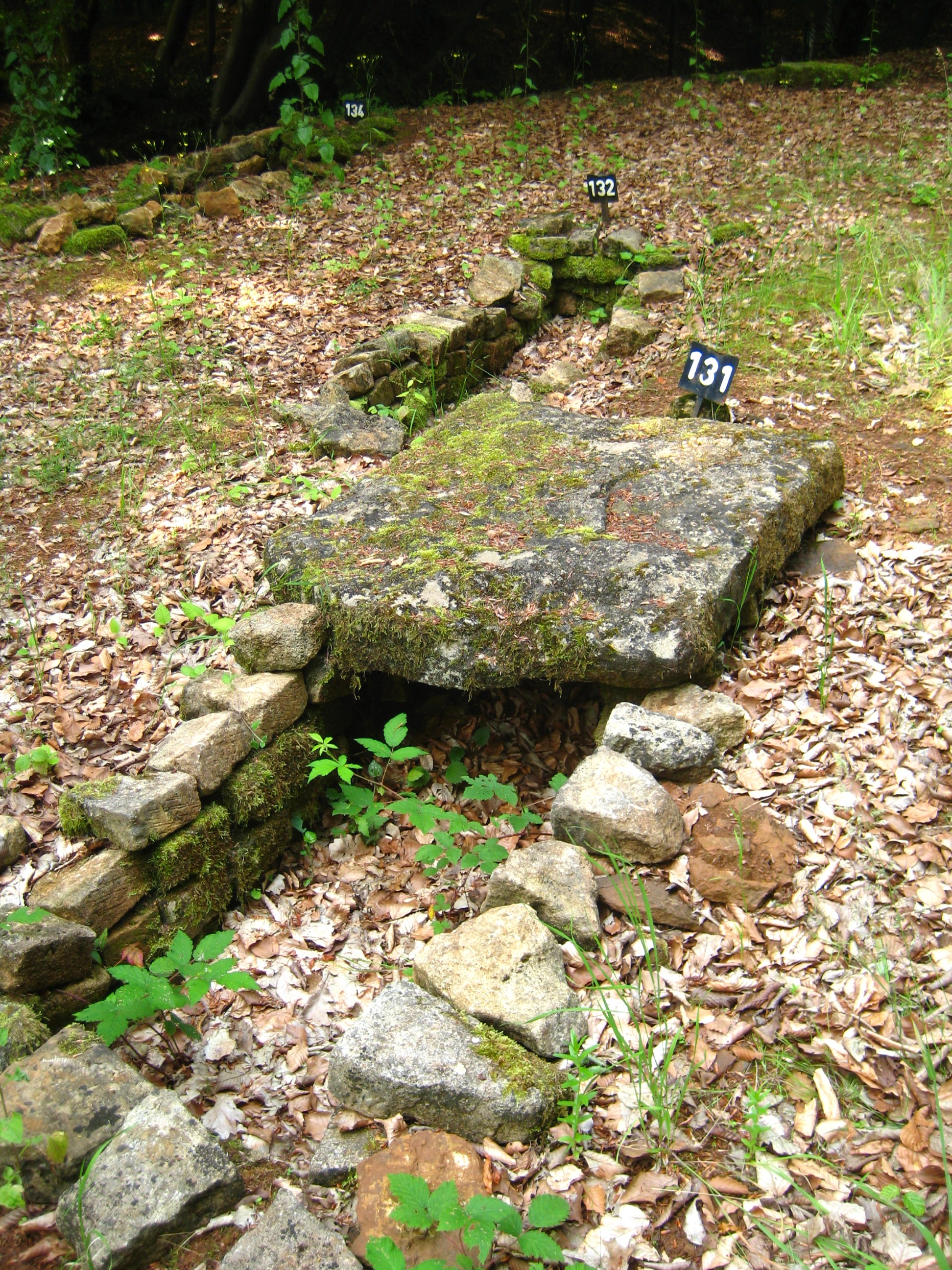
Tombe de la nécropole d'Audun-le-Tiche.

La nécropole se trouve dans la Communauté de communes du Pays Haut Val d'Alzette sur le site du Bois de Butte, à quelques centaines de mètres du vicus antique nommé Aquaeductus en latin médiéval.

## Description historique
L'ensemble est un site singulier du VIIe siècle, il couvre une superficie d'environ 700 mètres carrés. Deux cent une tombes ont été fouillées sur un total d'environ deux cent cinquante. Le fanum au sud-ouest du site est d'époque gallo-romaine.
Les premières découvertes des sépultures ont été faites dans les années 1880. Les fouilles ont commencé en 1952, lors de l'aménagement d'un chemin de croix sur la colline. Plusieurs tombes ont disparu à cause des activités minières.
L'ensemble du site comprenant les tombes découvertes, le fanum, le puits votif et les vestiges enfouis avec le sol de la parcelle sur laquelle ils se situent, ainsi que le calvaire, les stations du chemin de croix et la chapelle Sainte-Barbe sont inscrit au titre des monuments historiques le 1er décembre 2016 ; la protection évolue vers un classement pour les éléments mérovingiens par un arrêté du 3 décembre 2021.